# Codex Alimentarius austriacus
El Codex Alimentarius austriacus va ser establert el 1891 per la comissió comercial austríaca de l'Imperi Austrohongarès com un grup d'estàndards i descripcions descrivint una gran varietat d'aliments i productes alimentaris.
El còdex consta de tres volums, que van ser finalitzats entre 1910 i 1917 per O. Dafert. S'emprava normalment com una referència per molts tribunals en el món germànic per determinar la identitat i qualitat d'aliments específics. No va ser integrat en les lleis austríaques sobre alimentació fins a 1975.
En el seu temps, va ser un treball exemplar sobre els aliments. Com a tal, va esdevenir el model del posterior Codex Alimentarius Europeus que va ser el precursor del Codex Alimentarius. Aquest últim és l'actual codex internacional per a aliments elaborat col·laborativament en el marc de la FAO i l'OMS.